# Tazoudasaurus
Tazoudasaurus là một chi khủng long, được Allain Aquesbi Dejax et al mô tả khoa học năm 2004.